# Étancheur
L’étancheur ou l'étancheuse est le métier de celui ou celle qui prévoit l’étanchéité d’un ouvrage, et met en œuvre les techniques et les matériaux à employer pour prévenir toute infiltration d’eau, d’humidité ou tous autres éléments extérieurs dans une construction.

## Définition
C’est un métier du bâtiment qui a trait au génie civil et qui concerne principalement le terrassement des fondations et la préparation du gros œuvre. La principale activité de l'étancheur ou étanchéiste est de mettre en œuvre des matériaux essentiellement sur les toitures terrasses et les parkings des bâtiments. Il applique plusieurs sortes de matériaux soit sous forme liquide, soit des membranes PVC ou des membranes bitumineuses élastomères (SBS) ou propylène (APP), soit de l'asphalte qui est un des plus anciens matériaux connus
- Ce métier fait partie du projet avant construction : il intervient après les travaux de génie civil, de gros œuvre ou de charpente.
- ou après construction pour en assurer l’assainissement et la réhabilitation afin de maintenir la qualité de l’ouvrage.

## Problèmes

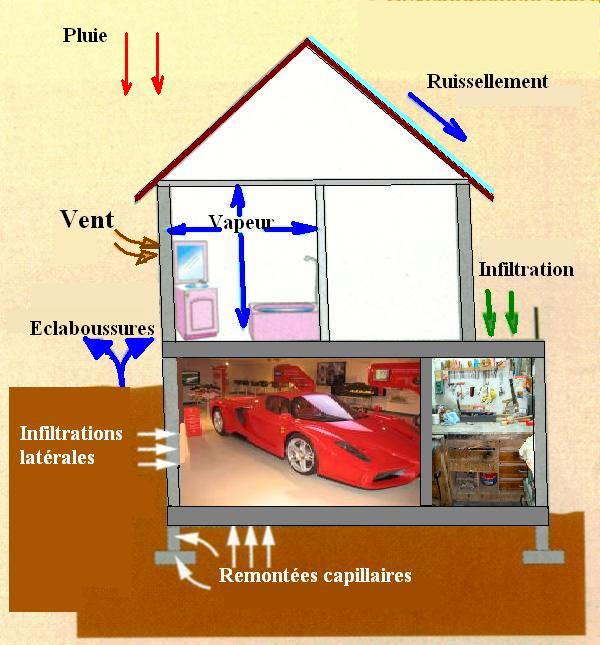
Actions extérieurs sur un bâtiment

L’eau fait partie de l’environnement de toutes les constructions. Les structures enterrées sont en contact permanent avec les eaux de ruissellement ou/et la nappe phréatique.
Les façades et les toitures sont exposées aux intempéries. À l’intérieur des bâtiments, les infiltrations d’eau, les fuites de canalisations, les remontées capillaires peuvent provoquer de gros dégâts.
Les ouvrages hydrauliques, bassins, piscines, réservoirs, canalisations, etc., etc. doivent contenir et véhiculer les fluides sans fuite.

### Dégâts dus à l’humidité
- Diminution de la résistance mécanique de la maçonnerie par cassure des cristaux du liant ciment-chaux,
- corrosion des métaux, notamment des armatures pour béton placées près des parois extérieures,
- détérioration des bois de charpente ou de décoration,
- augmentation des dépenses de chauffage par détérioration des matériaux d’isolation,
- prolifération des champignons (moisissures)
- développement des acariens
- risque de gel et d’éclatement des matériaux poreux gorgés d’eau,
- infiltration d’eau.

## Construction neuve
Étendue de la tâcheEmpêcher toute infiltration d’eau par des revêtements d’étanchéité, quelles que soient les parois et les constructions à traiter :
- en sous-sol : technique du cuvelage pour dalles, murs enterrés, parking, réservoir enterré, canalisation, tunnel, piscine, puits,
- hors sol : toit terrasse, tablier de pont, façades et toitures par revêtements traditionnels ou bardage métallique.

## Construction existante
Bien que la plupart des travaux d’étanchéité et de protection sont réalisés lors de la construction des ouvrages ; les conditions de fonctionnement et les constructions anciennes peuvent évoluer dans le temps demander des solutions curatives, après diagnostic précis de l’origine des problèmes et des solutions à apporter. C’est le principe de l’assainissement

## Matériaux
Les travaux d’imperméabilisation des murs enterrés de bâtiments neufs sont visés par la norme XP P10-202/DTU 20-1.
Dans le cas où les parois sont, ou risquent d’être situées en permanence ou temporairement sous le niveau des eaux, il y a lieu de réaliser un cuvelage sur support béton, conformément à la norme NF P11-221/DTU 14-1.
- - sur murs extérieurs enterrés :
  - crépi au mortier hydrofuge,
  - enduit bitumeux,
  - membrane à base de bitume ou en polyéthylène pour protéger contre les infiltrations et les chocs de remblaiement,

- sur murs intérieurs :
  - crépi hydrofuge,
  - résine de synthèse,

- sur terrasse :
  - chape au mortier hydrofuge,
  - enduit bitumeux ou asphalte,

- toitures et façades:
  - bardage métallique ou bac acier simple ou isolé,

## Isolation

### Isolation thermique
Après vérification des supports, l’étancheur peut selon les cas réaliser différentes tâches :
- mise en œuvre d’isolation thermique intérieure et extérieure (laine minérale, mousse synthétique),
- revêtements d’étanchéité et de leurs protections éventuelles (gravillons, dalles, végétation, etc.),
- évacuations d’eaux pluviales,
- joints de dilatation.

## Interventions après construction
Les dégradations dues à l’humidité qui monte par capillarité ou aux intempéries sont très visibles et reconnaissables :
- dégradations du béton armé : visible en premier par de fines crevasses qui se forment principalement dans les angles où se trouvent les armatures métalliques, puis un éclatement du béton. La cause est due à certains éléments ambiants tels que le gaz carbonique de la pollution, l’anhydride sulfureux des pluies acides, l’eau pure qui abaisse le pH du béton. Lorsque l’acier n’est plus protégé, il s’oxyde et produit de la rouille (oxyde) dont le volume est 4 à 6 fois plus important que celui de l’acier ; ce gonflement produit un éclatement du béton (la profondeur de carbonatation est d’environ : 4 mm après 2 ans, 10 mm après 8 ans, 20 mm après 25 ans). Plus l’armature sera près de la surface, plus elle sera exposée à la corrosion ; d’où l’intérêt du travail réalisé par le coffreur.

- Dégradations des murs maçonnés : la surface intérieure des murs et du sol s’humidifie avec apparition de tâches. Cela est dû à l’eau qui dissout les sels du terrain et les dépose dans les murs à travers les micro-fissures (principalement aux joints de maçonnerie) ; ce passage dans le mur entraîne une formation de calcite en surface, reconnaissable par sa couleur blanchâtre et formation de moisissure.

L’étancheur doit remédier rapidement à ces phénomènes et dispose pour cela d’une technique appropriée et de nombreux produits pour éliminer l’oxydation et protéger efficacement l’armature, ainsi que le traitement des moisissures.
- - drainage à l’extérieur,
  - injection sous pression ou par gravitation de résine dans les murs,
  - cuvelage  intérieur,
  - application d’un enduit hydrofuge puis d’une couche d’un enduit époxy

## Emploi, risques, conditions de travail
C’est un métier du secteur du BTP, encore très demandé et qui, vu les problèmes d'économie d'énergie et l'attrait pour les terrasses végétalisées a un avenir certain.
Des écoles spécialisées assurent les formations qui mènent du CAP au BTS, voire plus.
Un nouveau guide sur la prévention du risque professionnel sur les chantiers d'étanchéité et d'isolation a été co-publié en 2023 par la Chambre syndicale française de l'étanchéité (CSFE) et par l'Organisme professionnel de prévention du bâtiment et des travaux publics (OPPBTP). Il traite des risques de chutes (en hauteur ou de plain-pied) de brûlures ou d'exposition à des explosions ou à des produits toxiques ; des problèmes liés à la manipulation de charges lourdes et d'outillages électroportatifs.

## Métiers apparentés
- Façadier
- Maçon
- Couvreur et Couvreur-zingueur